# Eugen Bamberger
Pour les articles homonymes, voir Bamberger.
Eugen Bamberger (19 juillet 1857, Berlin - 10 décembre 1932, Ponte Tresa (Suisse)) est un chimiste allemand qui a, entre autres, découvert le réarrangement de Bamberger.

## Biographie
Bamberger a commencé à étudier la médecine en 1875 à l'Université de Berlin, mais changea de sujet et d'université au bout d'un an, commençant des études en sciences naturelles à l'Université de Heidelberg en 1876. Il retourne à Berlin la même année et se spécialise en chimie. Il étudie la chimie de 1876 à 1880 à Berlin et il obtient son doctorat en travaillant aux côtés d'August Wilhelm von Hofmann. Il devient par la suite assistant de Carl Rammelsberg à Charlottenburg, puis,  à partir de 1883, celui d'Adolf von Baeyer à l'université de Munich. Après son habilitation, il devient professeur en 1891 à Munich.
L'École polytechnique fédérale de Zurich (ETH Zurich) le nomme professeur en 1893. Il y développe la recherche et l'enseignement. Il est forcé d'abandonner son poste en 1905, lorsqu'il est atteint d'une neuropathie qui lui donne de graves maux de tête et lui fait perdre le contrôle de son bras droit (et ce pour le reste de sa vie). Il continua un temps ses recherches dans un petit laboratoire avec l'aide d'un assistant personnel, mais est rapidement obligé de les interrompre. Il part alors vivre dans le Tessin à Ponte Tresa où il meurt en 1932.

## Travaux
Bamberger a publié environ 430 articles scientifiques. Il s'intéressa principalement aux processus chimiques, aux mécanismes réactionnels de réactions complexes et leur séparation en phases distinctes. Une réaction chimique porte d'ailleurs son nom, le réarrangement de Bamberger, réaction utilisée pour la synthèse de dérivés de la para-hydroxyaniline à partir de  phénylhydroxylamines.